# Mega Drive 4 Guitar Idol
Mega Drive 4 Guitar Idol é uma versão do console doméstico Sega Mega Drive produzida pela Tectoy, lançado em agosto de 2009 com 87 jogos na memória; além de jogos da fabricante original Sega e da Taito, contém cinco jogos recentes da Tectoy, onde quatro são versões de jogos da Eletronic Arts, além do jogo principal do console, Guitar Idol (similar ao Guitar Hero) projetado pela empresa Interama. A última atualização do Mega Drive 4 possuía entrada para cartão SD para tocar arquivos de áudio MP3.

## Lista de jogos
| Título                    | Desenvolvedor   |
| ------------------------- | --------------- |
| Guitar Idol               | Interama        |
| FIFA 08                   | Electronic Arts |
| Need for Speed: ProStreet | Electronic Arts |
| The Sims 2                | Electronic Arts |
| SimCity                   | Electronic Arts |

| Título                            | Desenvolvedor |
| --------------------------------- | ------------- |
| Academia do Saber                 | Overplay      |
| Acerte o Alvo                     |               |
| Air Hockey                        | Devworks      |
| Alex Kidd in the Enchanted Castle | Sega          |
| Alien Storm                       | Sega          |
| Altered Beast                     | Sega          |
| Anaconda                          | Devworks      |
| Aniversário                       | Devworks      |
| Aquaduto                          |               |
| Arrow Flash                       | Sega          |
| Art Alive!                        | Sega          |
| Asa Delta                         | Devworks      |
| Ball Jacks                        | Namco         |
| Batalha Naval                     | Devworks      |
| Battle Golfer Yui                 | Sega          |
| Bil Bolhas                        | Devworks      |
| Bolas e Cores                     |               |
| Bolhas                            |               |
| Bombeiros                         |               |
| Bonanza Brothers                  | Sega          |
| Cadash                            | Taito         |
| Canhão                            | Devworks      |
| Cava-Cava                         | Overplay      |
| Cavalos & Peões                   | Devworks      |
| Chase HQ II                       | Taito         |
| Columns                           | Sega          |
| Columns III                       | Sega          |
| Corrida de Tampinhas              | Devworks      |
| Creature Capture                  |               |
| Crystal's Pony Tales              | Sega          |
| Cyber Police ESWAT                | Sega          |
| Dangerous Seed                    | Namco         |
| Decap Attack                      | Sega          |
| Domine o Território               |               |
| Dominó                            |               |
| Fábrica de Chocolate              | Overplay      |
| Fantasy Pinball                   | Overplay      |
| Fatal Labyrinth                   | Sega          |
| Fica 1                            | Devworks      |
| Fire Mustang                      | Taito         |
| Flicky                            | Sega          |
| Gain Ground                       | Sega          |
| Golden Axe                        | Sega          |
| Golden Axe III                    | Sega          |
| Growl                             | Taito         |
| Guerra dos Monstros               | Devworks      |
| Hexágono                          |               |
| Jewel Master                      | Sega          |
| Junte 4                           | Devworks      |
| Kid Chameleon'                    | Sega          |
| Last Battle                       | Sega          |
| Megapanel                         | Namco         |
| Memória Master                    |               |
| Mina Terrestre                    |               |
| Minerador                         |               |
| Mystical Fighter                  | Taito         |
| The New Zealand Story             | Taito         |
| Os 12 Trabalhos de Jongo          |               |
| Pac Attack                        | Namco         |
| Palhaços                          |               |
| Pense Bem (10 jogos)              | Devworks      |
| Phelios                           | Namco         |
| Powerball                         | Namco         |
| Rainbow Island                    | Taito         |
| Rastan Saga II                    | Taito         |
| Senha                             |               |
| Shadow Dancer                     | Sega          |
| Shinobi III                       | Sega          |
| Sonic the Hedgehog 3              | Sega          |
| Sudoku                            |               |
| Tangram                           |               |
| Ultimate Qix                      | Taito         |
| World Championship Soccer         | Sega          |

| Título              | Desenvolvedor |
| ------------------- | ------------- |
| Crack Down          | Sega          |
| Ecco the Dolphin    | Sega          |
| Ecco Jr.            | Sega          |
| Golden Axe II       | Sega          |
| Pedreiro Polar      | Devworks      |
| Sonic Spinball      | Sega          |
| Space Harrier II    | Sega          |
| Super Hang-On       | Sega          |
| Super Thunder Blade | Sega          |
| Sword of Vermillion | Sega          |
| The Ooze            | Sega          |
| Turbo Outrun        | Sega          |
| Wrestle War         | Sega          |